# John King (Schauspieler)

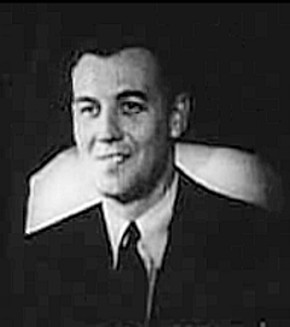
John King in “Ace Drummond” 1936

John „Dusty“ King, eigentlich Miller McLeod Everson, (* 11. Juli 1909 in Cincinnati, Ohio; † 11. November 1987 in San Diego, Kalifornien) war ein US-amerikanischer Sänger und Schauspieler.

## Leben
Miller McLeod Everson bereiste nach seinem Studium an der University of Cincinnati die Vereinigten Staaten und hielt sich durch verschiedene Aushilfsjobs über Wasser, u. a. als Radiomoderator. Nach seiner Rückkehr in seine Heimatstadt Cincinnati begann er neben seiner Tätigkeit beim Radio auch eine Karriere als Sänger. Dabei entdeckte ihn der Entertainer und Bandleader Ben Bernie, der ihn für seine Band als Sänger verpflichtete. In dieser Zeit erhielt er auch den Künstlernamen John King. Durch die Vermittlung von Bernle und dem Künstleragenten Zeppo Marx fand er ab 1935 Beschäftigung in Hollywood.
Am Anfang seiner Filmkarriere wurde King von den Universal Studios unter Vertrag genommen. Mit seinem guten Aussehen wurde er als möglicher Filmstar gehandelt und verkörperte etwa 1936 in dem Universal-Serial Ace Drummond die Titelrolle des Fliegers Ace. Im Jahr darauf hatte er die Hauptrolle eines zurückkehrenden deutschen Soldaten in der Remarque-Verfilmung The Road Back von James Whale. Allerdings verlor Universal bald das Interesse an dem Schauspieler und er arbeitete ab Ende der 1930er-Jahre vor allem für das B-Movie-Studio Monogram Pictures. Hier war John King, oft auch als John "Dusty" King in Vorspännen angekündigt, in zahlreichen Western zu sehen. Von 1940 bis 1943 spielte er regelmäßig in der Westernfilmreihe Range Busters von Monogram.
Insgesamt drehte er über 50 Filme. Gegen Ende seiner Karriere Mitte der 1940er-Jahre, als weitere Filmangebote ausblieben, wechselte King erneut zum Radio und erwarb schließlich eine eigene Sendelizenz.

## Filmografie (Auswahl)
- 1935: Stolen Harmony
- 1936: Drei süße Mädels (Three Smart Girls)
- 1936: Next Time We Love
- 1936: Liebe vor dem Frühstück (Love Before Breakfast)
- 1936: Ace Drummond
- 1937: Merry Go Round of 1938
- 1937: The Road Back
- 1938: Breaking the Ice
- 1938: Charlie Chan in Honolulu
- 1939: The Three Musketeers
- 1939: Mr. Moto und sein Lockvogel (Mr. Moto Takes a Vacation)
- 1939: Drei Männer von Arizona (The Gentleman from Arizona)
- 1939: The Hardys Ride High
- 1940: Ein Cowboy lebt gefährlich (Trailing Double Trouble)
- 1940: Gauner, Gold und Wilder Westen (West of Pinto Basin)
- 1940: The Range Busters
- 1941: Tal der Gehetzten (Fugitive Valley)
- 1942: Arizona-Bande (Arizona Stage Coach)
- 1942: Das gibt es nur in Texas (Texas Trouble Shooters)
- 1942: Die Diamanten-Ranch (Rock River Renegades)
- 1942: Range Busters von Texas nach Bataan (Texas to Bataan)
- 1942: Reiter gegen Tod und Teufel (Boot Hill Bandits)
- 1946: Renegade Girl